# Reprodução medicamente assistida

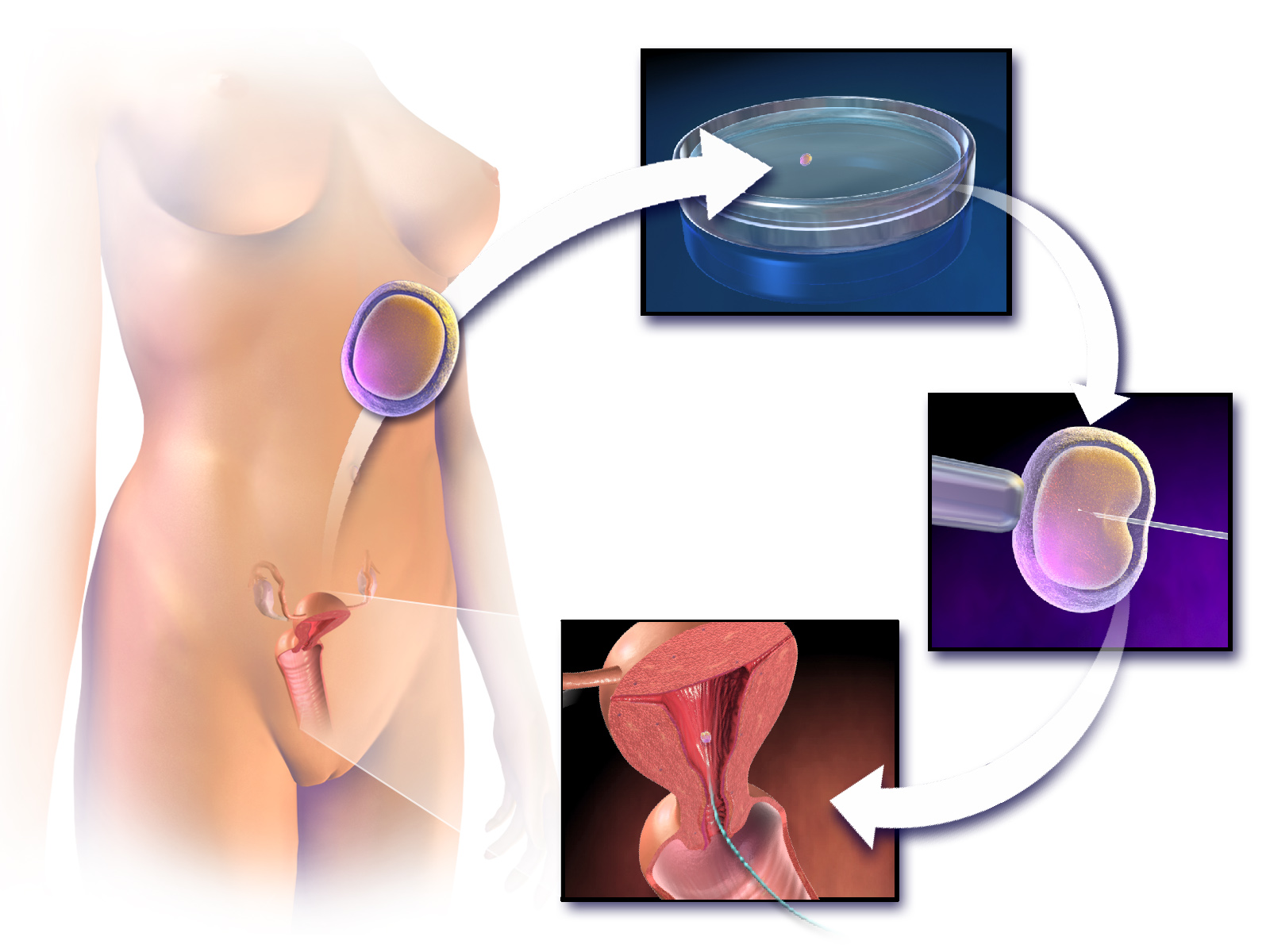
Método de inseminação artificial intrauterina

A reprodução medicamente assistida (RMA), também chamada procriação medicamente assistida (PMA), contempla o uso de diferentes técnicas médicas para auxiliar a reprodução humana. Estas técnicas são normalmente utilizadas em casais inférteis, ainda que também o sejam em casais em que haja portadores do vírus da imunodeficiência humana (HIV positivo), ou do vírus da hepatite B ou C. Outra parcela do público alvo são casais com elevado risco de transmissão de doenças genéticas (por exemplo, polineuropatia amiloidótica familiar ou ainda trissomia 21). 
Entre as técnicas, estão a inseminação artificial intrauterina, a fertilização in vitro, a microinjecção intracitoplasmática de espermatozoides (ICSI - Intra Citoplasmic Sperm Injection).

## Breve Histórico[1]
Lesley e John Brown, um casal de Bristol, não obtiveram sucesso após 9 anos tentando conceber naturalmente. Lesley Brown tinha obstrução bilateral das tubas uterinas, que não foi resolvida mesmo sob abordagem cirúrgica. No ano de 1976, o Dr. Patrick Steptoe foi indicado ao casal, que os aconselhou a tentar uma nova abordagem experimental. Foi realizada coleta laparoscópica dos oócitos em um ciclo natural e não-induzido de ovulação. Em laboratório, o fisiologista Robert Edwards fertilizou, com o esperma de John Brown, o oócito coletado. Após alguns dias, um embrião no estágio de 8 células foi transferido ao útero de Lesley. Em 25 de julho de 1978, nasce Louise Brown, a 38 semanas de gestação, inaugurando uma nova era: a Reprodução Humana Assistida.

## Infertilidade
A infertilidade é um caráter multifatorial e complexo, com ampla variação de manifestações clínicas. Apesar de avanços nas pesquisas em infertilidade, pouco se progrediu no campo de opções de tratamentos. Anomalias cromossômicas são uma das principais causas genéticas de infertilidade. No entanto, há influência epigenética, ambiental, de hábito de vida, entre outros, nesse caráter.

### Na mulher
A infertilidade feminina está associada diversos fatores, tais como:
- Distúrbios hormonais;
- Problemas nas Trompas de Falópio;
- Endometriose;
- Muco Cervical impedindo a passagem dos espermatozóides;
- Tumores Ováricos;
- Disfunções da Tiróide;
- Tumores Hipotalâmicos e Hipofisiários;
- Anorexia;
- Nervos.

### No homem
São fatores que permeiam a infertilidade masculina:
- Diminuição de espermatozóides;
- Pouca mobilidade dos espermatozóides;
- Espermatozóides anormais;
- Vasectomia;
- Disfunção sexual;
- Problemas endócrinos;
- Problemas testiculares;
- Obstrução dos epididímos.

## Técnicas
Desde 1978, ano em que foi anunciado o nascimento de Louise Brown - o primeiro "bebê de proveta" - aproximadamente 6 milhões de bebês in vitro nasceram. A equipe Robert Geoffrey Edwards, Patrick Steptoe e Jean Purdy abriu caminho para um ramo importantíssimo da saúde humana - a reprodução assistida.
As técnicas foram se aperfeiçoando ao passo que os métodos foram sendo difundidos e espera-se que, até 2100, técnicas de fertilização in vitro tenham constituído 3,5% da população mundial.
Os procedimentos de reprodução assistida frequentemente estão associados a preparação espermática e estímulos à ovulação, explicados a seguir, que elevam as taxas de sucesso dos procedimentos.

### Preparação Espermática[5][6][7]
A incubação dos espermatozoides em temperatura ambiente culmina em bloqueio temporário da capacitação espermática. Incubando os gametas masculinos a 37°C, é possível induzir o processo de capacitação e a reação acrossômica.
O processo de preparação para inseminação é feito para remoção de, entre outros,  prostaglandinas, agentes infecciosos, proteínas antigênicas e plasma seminal. A técnica tradicionalmente empregada é a de uma lavagem dupla, que envolve centrifugações e ressuspensões em soluções tampão adequadas. Além disso, pode ser feita a seleção da população de espermatozoides com maior motilidade. Mais recentemente, foi desenvolvido um método de filtração chamado SpermPrep (ZBL, Inc., Lexington, KY 40523, USA), que, além dos benefícios já citados, aumenta a qualidade geral do esperma visto que remove leucócitos e dejetos seminais.

### Indução da Ovulação
O protocolo de indução de ovulação, também chamada de superovulação, é basicamente uma terapia hormonal. É administrado Hormônio Folículo Estimulante (FSH) até que o tamanho de pelo menos dois folículos ovarianos e os níveis séricos de estradiol atinjam valores ideais. Nessas condições, uma dose de Gonadotropina Coriônica Humana (hCG) é administrada, promovendo a ovulação (aproximadamente 36 horas após a injeção).
Foram utilizados como estimuladores de ciclo ovariano o Citrato de Clomifeno (CC) e a Gonadotropina Menopáusica Humana (hMG). Para evitar ovulação prematura, utiliza-se um agonista de Hormônio Liberador de Gonadotropinas (GnRH) e para induzir ovulação, um agonista de Hormônio Liberador de Hormônio Luteinizante (LHRH).

## Técnicas principais

### Inseminação artificial ou IUI (Intra Uterine Insemination)
A  inseminação artificial teve seus primeiros relatos datando do século XIX. Um homem com má-formação na uretra, chamada hipospadia, Dr. Hunter, retirou o sêmen e o injetou diretamente no colo do útero da paciente. Nessa época não havia indução, acompanhamento do crescimento folicular ou hidratação do muco. O primeiro grande avanço da técninca de inseminação artificial ocorreu com a possibilidade de indução da ovulação com gonodotrofinas e posteriormente dos foliculos com ultrasonografia. Nos anos oitenta, se iniciou o procedimento com a preparação do espermatozóide em laboratório através de técnicas de lavagem e capacitação do sêmen, permitindo que o sêmen, após tratado, pudesse ser injetado diretamente no útero por meio de um catéter.
Esta técnica é utilizada em casos de incapacidade de ejaculação, distúrbios de ovulação, alterações no muco cervical que reduzam a motilidade dos espermatozoides no útero, alterações na qualidade do sêmen, alterações nas trompas de Falópio e endometriose.
A inseminação artificial consiste em conduzir os espermatozoides ao útero, facilitando a fertilização. Os espermatozoides passam por processos de capacitação e preparação, previamente explicados.

### Fertilização in vitro ou IVF
Esta técnica é indicada em casos de lesão das trompas, gravidez ectópica, laqueação irreversível das trompas, endometriose, infertilidade masculina e em casos de infertilidade sem causa aparente.
Antes da fertilização em si, é feita a já mencionada indução da ovulação, para estimular o desenvolvimento e amadurecimento dos ovócitos II. Coleta-se, então, o gameta feminino. A coleta dos espermatozoide pode se dar por masturbação ou, se houver algum problema relacionado à motilidade espermática ou à ejaculação, colhe-se os espermatozoides do epidídimo.
Depois de colhidos os gametas, realiza-se a fertilização in vitro dos oócitos II num meio de cultura apropriado. Na etapa seguinte, procuram-se sinais de fecundação, ou seja, presença de dois pró-núcleos. Os óvulos, após a fecundação, são incubados no mesmo meio de cultura durante 48 horas até que atinjam o estado de 6-8 células. Em seguida, um embrião é selecionado e transferido para o útero através de um cateter especial de plástico com monitorização ecográfica.

#### ICSI
Injeção intracitoplasmática de espermatozoides ou ICSI (Intracytoplasmatic Sperm Injection). é indicada para o tratamento da infertilidade masculina (poucos ou nenhuns espermatozoides no ejaculado, espermatozoides com baixa mobilidade, baixa percentagem de espermatozoides com morfologia normal, entre outras causas.)‏ A técnica de ICSI é realizada com auxílio de micromanipuladores unidos ao microscópio e consiste em injetar um único espermatozoide diretamente dentro do ovócito, promovendo, assim, a fecundação. O trabalho é feito numa placa de Petri com duas micropipetas: uma delas vai segurar o ovócito e a outra vai pegar o espermatozoide e injetá-lo no ooplasma, ultrapassando a zona pelúcida. A verificação da fecundação é feita após cerca de 18 horas, com auxílio de microscópio. Os embriões resultantes são transferidos ao útero, de forma semelhante à descrita acima.

#### SUZI - Injeção Sub-Zonal[12]
Esta técnica consiste em injetar o espermatozoide abaixo da zona pelúcida (no espaço perivitelínico), sendo uma alternativa bem sucedida para a infertilidade masculina. O espermatozoide deve ser previamente capacitado. Uma outra técnica que tem como alvo a transposição zona pelúcida é aquela em que essa barreira é parcialmente aberta. Pequenos furos são feitos em decorrência da exposição do oócito a meio de cultura ácido. Também é possível realizar uma microcirurgia no oócito ou utilizar laser para remover uma pequena parte da zona pelúcida.

### GIFT
Transferência intratubárica de gametas ou GIFT (Gamete Intrafallopian Transfer) é indicada para casos em que a infertilidade se relaciona com disfunções do esperma, quando a causa de infertilidade é desconhecida ou quando existem anomalias no muco cervical. Nesta técnica, os gametas são obtidos pelas mesmas técnicas utilizadas na fertilização in vitro e na microinjeção. Após serem preparados em laboratório, os oócitos e os espermatozoides são colocados nas trompas de Falópio através de laparoscopia. Neste caso, a fecundação é in vivo.

### ZIFT
Transferência intratubárica de zigotos ou ZIFT (Zygote Intrafallopian Transfer)(Zygote Intrafallopian Transfer) Esta técnica é uma variante da GIFT. Na ZIFT, após recolha e seleção de oócitos e espermatozoides, pelas mesmas técnicas da FIV, os gametas são postos em contato in vitro, num meio de cultura adequado, durante 18 a 24 horas. Após a fecundação, realiza-se uma laparoscopia e transfere-se o(s) zigoto(s) para as trompas de Falópio.

## Técnicas complementares

### Histeroscopia e laparoscopia
Na laparoscopia, é feita uma pequena incisão no umbigo e é introduzido um telescópio fino (laparoscópio), que é um instrumento de fibra óptica que permite realizar procedimentos diagnósticos e terapêuticos. A histeroscopia é uma endoscopia uterina, ou seja, é um exame que permite ver a parede interna do útero, através de um histeroscópio, podendo a paciente acompanhar todo o processo através de um televisor.

### Diagnóstico Genético Pré-implantatório (PGD)[18]
Desde a década de 1980, a técnica da biópsia muito empregada para análises genéticas. Ela consiste na remoção de uma ou poucas células e as submete a testes genéticos, como cariótipo. Com o advento das técnicas de biologia molecular, principalmente nos anos 1990, novos métodos de análise foram surgindo, tais como hibridação in situ fluorescente (FISH) e reação em cadeia da polimerase (PCR). FISH é utilizada para verificar aneuploidias e translocações, ao passo que a PCR é empregada na análise de alterações monogênicos.
Depois de 2010, outras técnicas moleculares foram empregadas nos testes dos embriões, tais como o teste por polimorfismos de nucleotídeo único (SNPs), PCR quantitativa em tempo real (QT-PCR) e sequenciamento de nova geração (NGS). O NGS, por ter menor tempo de teste e maior custo-benefício, se popularizou, apesar de FISH ainda ser empregada para translocações e inversões teloméricas.
Devido ao caráter invasivo da biópsia embrionária, hé esforço da comunidade científica para o desenvolvimento de outros métodos para coleta de amostras de DNA. É possível citar a tentativa de isolamento de DNA do fluido da blastocele para teste de microarray para aneuploidias em 2013. Atualmente, é realizada a análise de DNA fetal circulante no plasma materno (cffDNA).

## Riscos
Os principais riscos comportados pela concepção assistida são:
- erro humano;
- gestações múltiplas;
- malformações congénitas;
- complicações resultantes do tratamento hormonal ou de uma gestação múltipla aumentam os riscos para a saúde da mãe;
- desapontamento do casal, no caso de ineficácia dos tratamentos;
- a laparoscopia exige anestesia geral e isso, em situações muito raras, pode trazer complicações.

## Epigenética[20][21]
A Epigenética tem como base a modificação herdável da expressão gênica sem alteração da sequência nucleotídica do DNA. Os microambientes celular e nuclear exercem influência sobre as marcas epigenéticas nos genomas, tais como acetilações e metilações.
O estabelecimento do epigenoma humano se dá principalmente durante a gametogênese e o início do desenvolvimento embrionário. Tendo isso em vista, é possível que as técnicas de Reprodução Medicamente Assistida alterem o epigenoma gamético e/ou embrionário, podendo resultar em desfechos médicos adversos na prole.
No entanto, pouco se sabe sobre a epigenética de gametas e sobre o efeito das técnicas de reprodução assistida sobre as marcas epigenéticas.